# Illes Miyako

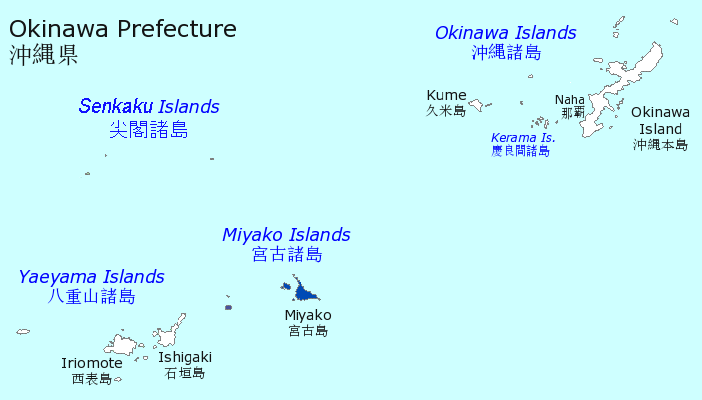
Situació de les illes a la prefectura d'Okinawa

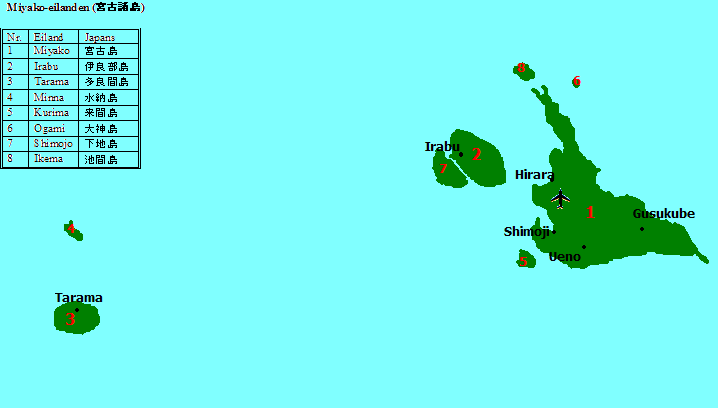
Composició de les illes Miyako

Les Illes Miyako (宮古列島, Miyako rettō, literalment « Cadena illenca de Miyako ») o també arxipèlag Miyako (宮古諸島, Miyako shotō), són un grup d'illes del sud-oest del Japó, part de l'arxipèlag de Sakishima, amb les illes Yaeyama a l'oest i les illes Senkaku més al nord, i d'aquí les illes Ryukyu. Aquest arxipèlag es troba entre l'Illa d'Okinawa, la illa amb més superfície de l'arxipèlag d'Okinawa i l'illa de Taiwan.

## Geografia
Yaeyama té vuit illes habitades:
- Miyako-jima (宮古島): 159,26 km2,[1]
- envoltat d'Ikema-jima (池間島, 2.83 km²) i Ōgami-jima (大神島, 0.24 km²) al nord, Kurima-jima (来間島, també es llegeix Kurema, 2.84 km²) al sud,[1]
- a l'oest es troba contigua Irabu-jima (伊良部島, 29.08 km²) i Shimoji-jima (下地島, 9.54 km²),[1]
- i més a l'oest Tarama-jima (多良間島, 19.75 km²) i Minna-jima (水納島, 2.15 km²).[1]

## Història
Al voltant de 2200 anys abans de Crist, la població neolítica vi de Taiwan en el moviment d'expansió de les poblacions de llengua austronèsia, va deixar l'evidència arqueològica arxipèlag i alguns noms recognoscibles. D'altra banda, no és clar si l'expansió de les poblacions de cultura de Jomon des de l'illa de Kyushu a Okinawa ha recorregut els aproximadament 250 km que separen Okinawa de les illes Miyako. El fet és que la llengua Miyak parlada a l'arxipèlag té arrels comunes amb el japonès, cosa que es remuntava molt als enllaços passats amb el Japó.
Les illes Miyako eren tributàries del regne Ryukyu, que era pràcticament independent del 1429 al 1879, i el rei del qual es va reconèixer com a vassall tant pels xinesos com pels japonesos, que van afavorir el comerç en temps de pau, però també van poder conduir a conflictes. El 1623, una flota expedicionària de Kagoshima, armada pel clan Shimazu, es va apoderar de les illes. A continuació, la Xina a la dinastia Ming va prohibir el comerç amb el Japó, cosa que no va impedir que els isleus el perseguissin, sinó de manera clandestina.
Un tsunami important es va produir el 1771, els rastres dels quals encara són visibles en diversos llocs.
El 1879, el govern Meiji de l'Imperi Japonès va integrar l'arxipèlag en el sistema administratiu imperial.
Al final de la Segona Guerra Mundial, les illes Miyako van passar sota l'autoritat directa del governador militar nord-americà de Naha. El 1972, l'arxipèlag torna sota control japonès, però segueix sent una zona amb complexes regles militars (les autoritats militars nord-americanes mantenen a l'espai aeri un dret de control molt disputat). Els problemes geopolítics relacionats amb la proximitat amb la Xina encara són presents. Al setembre del 2016, els avions militars xinesos van agafar en préstec il·legalment el corredor aeri internacional de Miyako.

## Administració
Les illes Miyako formen la sots-prefectura de Miyako (宮古支庁, Miyako shichō) a la prefectura de Okinawa. La sots-prefectura és dividida en dues entitats:
- El poble de Miyakojima (宮古島市, Miyakojima-shi), Repartits per les illes Miyako-jima, Ikema-jima, Ōgami-jima, Kurima-jima, Irabu-jima i Shimoji-shima: 54.720 habitants el 2012.[1]
- El districte de Miyako (宮古郡, Miyako-gun), Que consisteix en l'únic poble de Tarama (多良間村, Tarama-son), A les illes Tarama-jima i Minna-jima: més de 1 303 habitants el 2012.[1]

## Cultura
Existeix a l'arxipèlag o sobre aquest tema debats d'identitat: Alguns residents del principal arxipèlag del Japó creuen que els habitants de les Illes del Sud-Oest no són japonesos "reals", i durant la fase d'expansió del Japó Shōwa, el govern va imposar per coacció el pas al La llengua japonesa estàndard i l'abandonament del miyako (que forma part de les llengües ryukyu), avui en dia molt minoritària. A més, els illencs de vegades es queixen de la indiferència econòmica del govern central (la regió és una de les més pobres del Japó).
L'arxipèlag ha desenvolupat la seva pròpia raça de cavalls.